# Carl Frederik Wandel

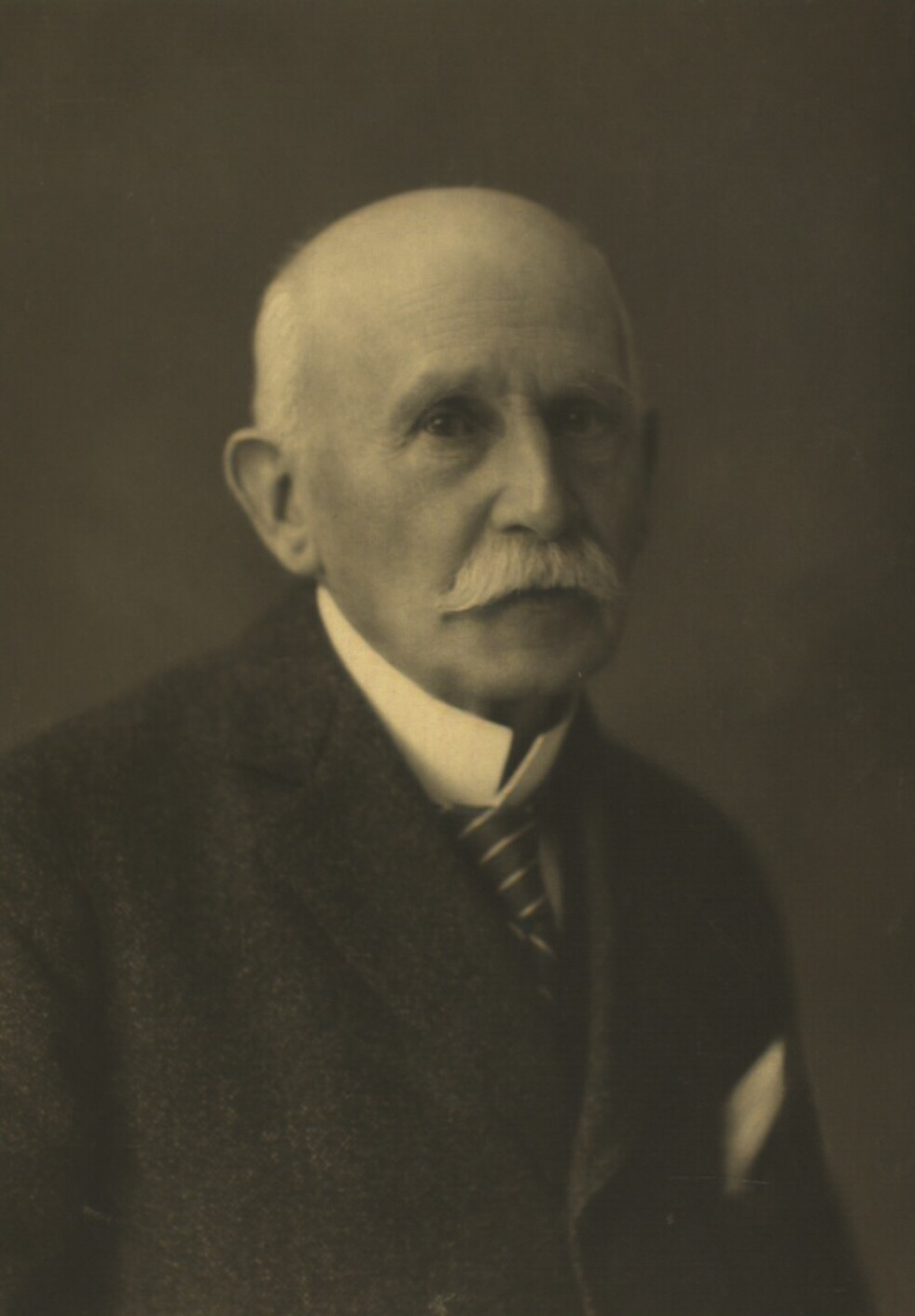
Carl Frederik Wandel

Carl Frederik Wandel (* 15. August 1843 in Kopenhagen; † 21. April 1930 ebenda) war ein dänischer Marineoffizier, Ozeanograph und Autor. Er leitete die dänische Ingolf-Expedition (1895–1896).

## Leben

### Militärische Laufbahn

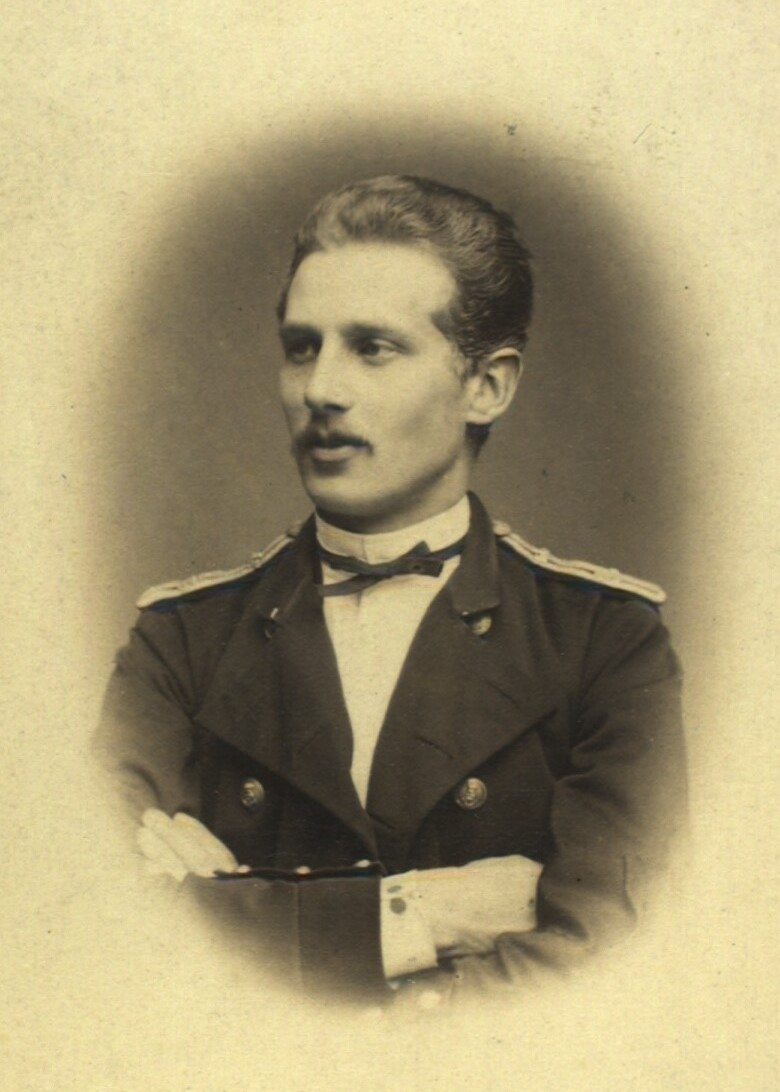
Carl Frederik Wandel 1864

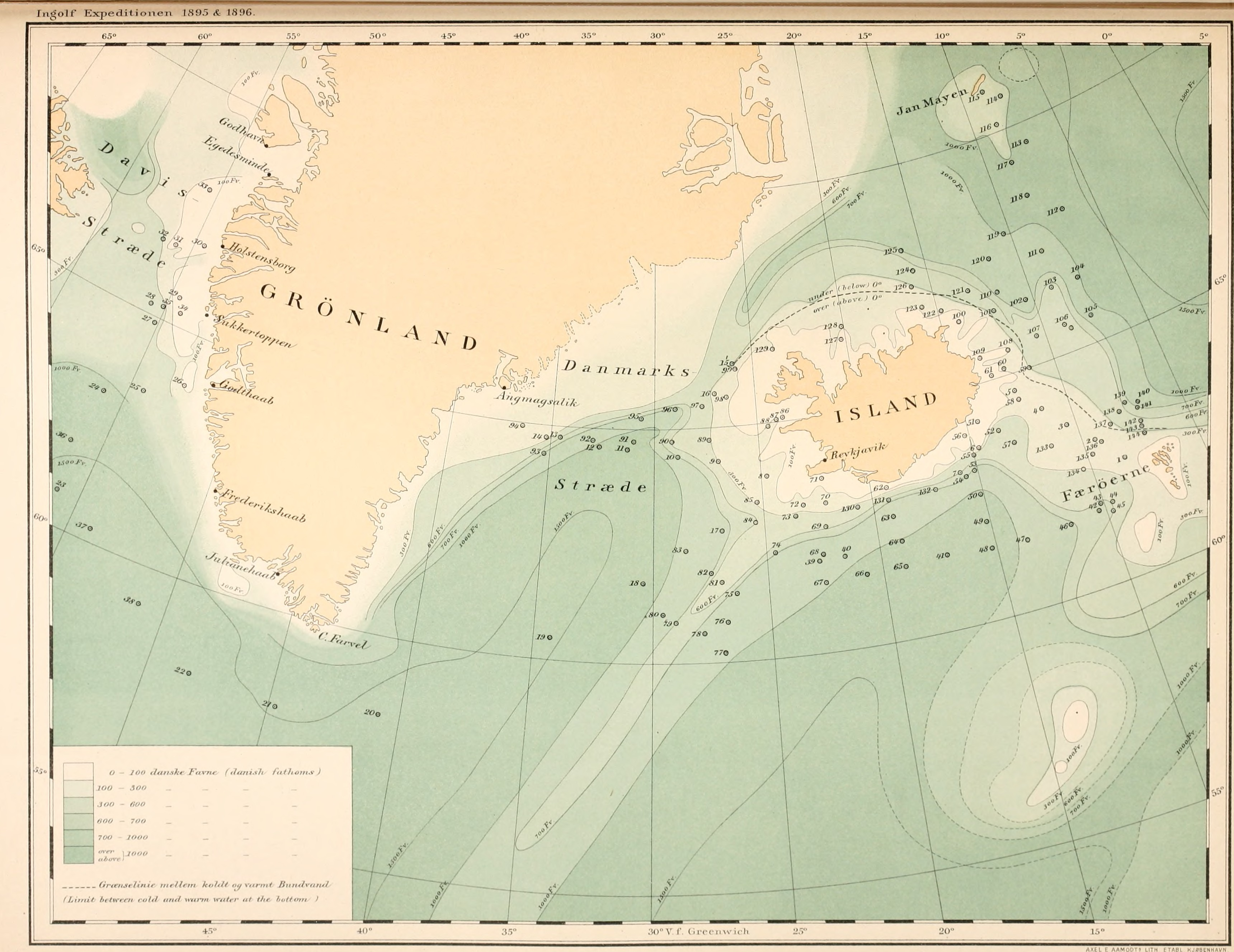
Karte der Ingolf-Expedition

1857 trat er als Kadett in die Dänische Marine ein und stieg bis 1905 zum Vizeadmiral auf. 1864 nahm er auf dem Panzerschoner Absalon des dänischen Ostseegeschwaders am Deutsch-Dänischen Krieg teil. Von 1867 bis 1869 stand er während der Intervention in Mexiko auf dem Linienschiff La Magellan in französischen Diensten. Auf der Fregatte Sjælland segelte er 1869–1870 im Mittelmeer und nahm am 17. November 1869 an der Eröffnungsfeier des Sueskanals teil. Mit Vermessungsarbeiten – zunächst in dänischen Gewässern – war er erstmals 1871 als Vizekommandeur auf dem Dampfschiff Ægir, 1874 noch einmal auf dem Kanonenboot Marstrand, befasst. Sein erstes Kommando führte Wandel 1876 bis 1878 auf dem Schoner Diana. 1879 fuhr er als Vizekommandeur auf dem Schoner Ingolf nach Island. Anschließend machte er Vorschläge für die Erkundung der unbekannten Ostküste Grönlands und der Dänemarkstraße. Von 1881 bis 1886 arbeitete Wandel im Marineministerium, hatte aber gleichzeitig mehrere Kommandos. Anschließend setzte er seine Vermessungsarbeiten bis 1888 als Kommandeur des Kanonenboots Grønsund fort. Von 1889 bis 1899 war er Direktor des Seekartenarchivs. Im Jahr 1889 leitete Wandel die meereskundliche Forschungsfahrt des Schoners Fylla nach Island und Westgrönland. In den folgenden zwei Jahren führte er mit dem Schoner Ingolf Vermessungen in isländischen Gewässern durch. 1894 kommandierte er das Panzerschiff Helgoland. Wandel leite in den Sommermonaten 1895 und 1896 die Ingolf-Expedition im Nordatlantik, die erste dänische Tiefsee-Expedition. 1898 bis 1899 kommandierte er die Korvette Fyn auf ihrer Fahrt ins Mittelmeer. Von 1901 bis 1908 gehörte er dem Verteidigungsrat an, und ab 1905 war er Chef des Marineoffizierskorps. Von 1908 bis 1911 war er Vorsitzender des Obersten Militärgerichts. Ab 1909 war er Generalinspekteur der Dänischen Marine. 1911 wurde er in den Ruhestand versetzt.

### Mitgliedschaft in wissenschaftlichen Kommissionen
Von 1890 bis 1902 war Wandel Vorsitzender der „Kommission zur wissenschaftlichen Erforschung der dänischen Gewässer“ (kommission til videnskabelig undersøgelse af de danske farvande) und ab 1890 Mitglied sowie ab 1895 Präsident der „Kommission zur Leitung der geologischen und geographischen Untersuchungen in Grönland“ (kommission for ledelsen af de geologiske og geografiske undersøgelser i Grønland). von 1914 bis 1927 war er Präsident der Königlich Dänischen Geographischen Gesellschaft.

### Autorentätigkeit
Während seiner Militärzeit veröffentlichte Wandel Arbeiten zur Ozeanographie und einen Teil des Berichts der Ingolf-Expedition. Im Ruhestand folgte er vor allem seinem Interesse an der Geschichte. So veröffentlichte er unter anderem Bücher über den Seekrieg in den dänisch-norwegischen Gewässern von 1807 bis 1814, über das Verhältnis Dänemarks zu den Barbareskenstaaten von der Mitte des 18. bis zur Mitte des 19. Jahrhunderts und über die dänischen Handelsbeziehungen mit der Levante im 18. Jahrhundert.

## Familiäres
Carl Frederik Wandel war der Sohn des Handelsvertreters und späteren Großhändlers Carl Frederik Theodor Wandel (1800–1876) und dessen Frau Ane Frederikke, geb. Thorsen (1819–1906). Er war seit dem 5. Oktober 1901 mit Inger Marie Jensen (1867–1960) verheiratet. Sein Bruder Oscar Andreas Wandel (1845–1925) übernahm die väterliche Weinhandelsfirma Carl Wandel & Søn. Er war von 1907 bis 1920 Mitglied des Großhändlerausschusses und zwischen 1894 und 1916 Richter am See- und Handelsgericht. Oscars Sohn Sigurd Wandel (1875–1947) war von 1940 bis 1943 Direktor der Königlich Dänischen Kunstakademie.

## Ehrungen
Carl Frederik Wandel erhielt die folgenden Medaillen und Orden:
- Ritter (1878), Kommandeur zweiter Klasse (1897), Kommandeur erster Klasse (1900) und Großkreuz (1909) des Dannebrogordens,
- Dannebrogsmänner-Ehrenzeichen (1892),
- dänische Verdienstmedaille in Gold (1896).

Mehrere geographische Objekte sind von verschiedenen dänischen Expeditionen nach Carl Frederik Wandel benannt worden, darunter die Wandelsee, ein Randmeer des Arktischen Ozeans, das Kap Wandel und der Wandelfjord in Ostgrönland sowie das Wandel Dal im Norden Grönlands. Auch der Name des Wandel Peaks auf der Booth-Insel im Wilhelm-Archipel vor der Westküste der Antarktischen Halbinsel erinnert an ihn.

## Werke (Auswahl)
- Bemærkninger til beseilingen af Islands kyster (1879)
- En fremstilling af vort kjendskab til Grøonlands øostkyst sampt de med skonnerten "Ingolf" i 1879 foretagne undersøogelser i Danmarksstraedet (1883)
- Iistidens Betydning for vore Farvande (1888)
- Om de hydrographiske forhold i Davisstrædet (1893)
- The Danish Ingolf-Expedition. Report of the voyage. Band I.1, S. 1–21; Current-Bottles. Band I.4, S. 1–5 (1899)
- Søkrigen i de Dansk-Norske farvande 1807–14 fra tabet af flaaden til freden i Kiel (1915)
- Danmark og Barbareskerne, 1746–1845 (1919)
- Nogle livserindringer (1923)
- Danske handelsforsøg paa Levanten i det attende aarhundrede (1927)
- Carsten Niebuhr’s Rejse i Jemen eller det Lykkelige Arabien, 1762–1763 (1929)